# 襄城县高级中学
襄城县高级中学是一所位于河南许昌襄城县的高级中学，始创于1942年的“襄城县立中学”，2004年学校定名为“河南省襄城高中”。它是许昌市重点高中和河南省首批示范性高中。现有新老两个教学区，占地100余亩的老校区位于县城西隅汝河之滨，建筑面积26981平米；占地318亩、2007年完工的新校区位于城区紫云大道以东、汝河以北，总建筑面积9.8万平米。
目前学校有72个教学班，在校生5600余人，教职工300人，其中特级教师3人、高级教师56人。学校先后被武汉大学、西南政法大学、中国矿业大学、大连理工大学、郑州大学、海军航空工程学院等高校授予优秀生源基地。